# آلمیر
آلمیر (۲۶ مارس ۱۹۶۹) یک بازیکن فوتبال اهل برزیل است. وی در تیم ملی فوتبال برزیل بازی کرده است.